# Stanitsa

Territoris de Rússia on hi ha stanitses.

Una stanitsa (en rus станица) era, abans de la Revolució Russa, als territoris de les actuals Ucraïna i Rússia, un poble que formava part del territori d'un destacament cosac, que era les subdivisions més grans de la terra dels cosacs, amb 11 grans destacaments importants.
Històricament l'stanitsa constituïa la unitat econòmica i política bàsica dels pobles cosacs en territori ucraïnès i després en les terres conquerides per l'Imperi Rus.
En l'actualitat, però, es conserva aquest nom per a algunes poblacions, tot i que ja el sistema polític n'és ben diferent arran de la seva desaparició després de la Revolució. Avui dia, una stanitsa a Rússia és simplement una població rural composta sovint per un municipi gran, que sol donar el nom a l'stanitsa, i khútors petits al voltant.